# Finstermühle (Neuhaus an der Pegnitz)
Finstermühle ist ein Gemeindeteil des Marktes Neuhaus an der Pegnitz im Landkreis Nürnberger Land (Mittelfranken, Bayern). Finstermühle liegt in der Gemarkung Rothenbruck.

## Lage
Das Dorf Finstermühle liegt links der Pegnitz. Einen halben Kilometer östlich befindet sich die Distlergrotte, die als Geotop ausgezeichnet ist. Eine Gemeindeverbindungsstraße führt nach Rothenbruck zur Staatsstraße 2162 (0,6 km südwestlich) bzw. zur Kreisstraße LAU 17 bei Neuhaus an der Pegnitz (1,2 km nordwestlich). Eine weitere Gemeindeverbindungsstraße führt nach Bärnhof (80,8 km südöstlich).

## Geschichte
Mit dem Gemeindeedikt (frühes 19. Jahrhundert) wurde Finstermühle der Ruralgemeinde Rothenbruck zugeordnet. Im Zuge der Gebietsreform in Bayern wurde diese am 1. Januar 1972 nach Neuhaus an der Pegnitz eingemeindet.
Ein Erdeinbruch im Garten eines Anwohners gab im Jahre 1979 eine 40 Meter tiefe Höhle frei. (Rosengartenhöhle in Finstermühle).

## Baudenkmäler
- Eisenbahnbrücke